# Мон-Долан (гора)

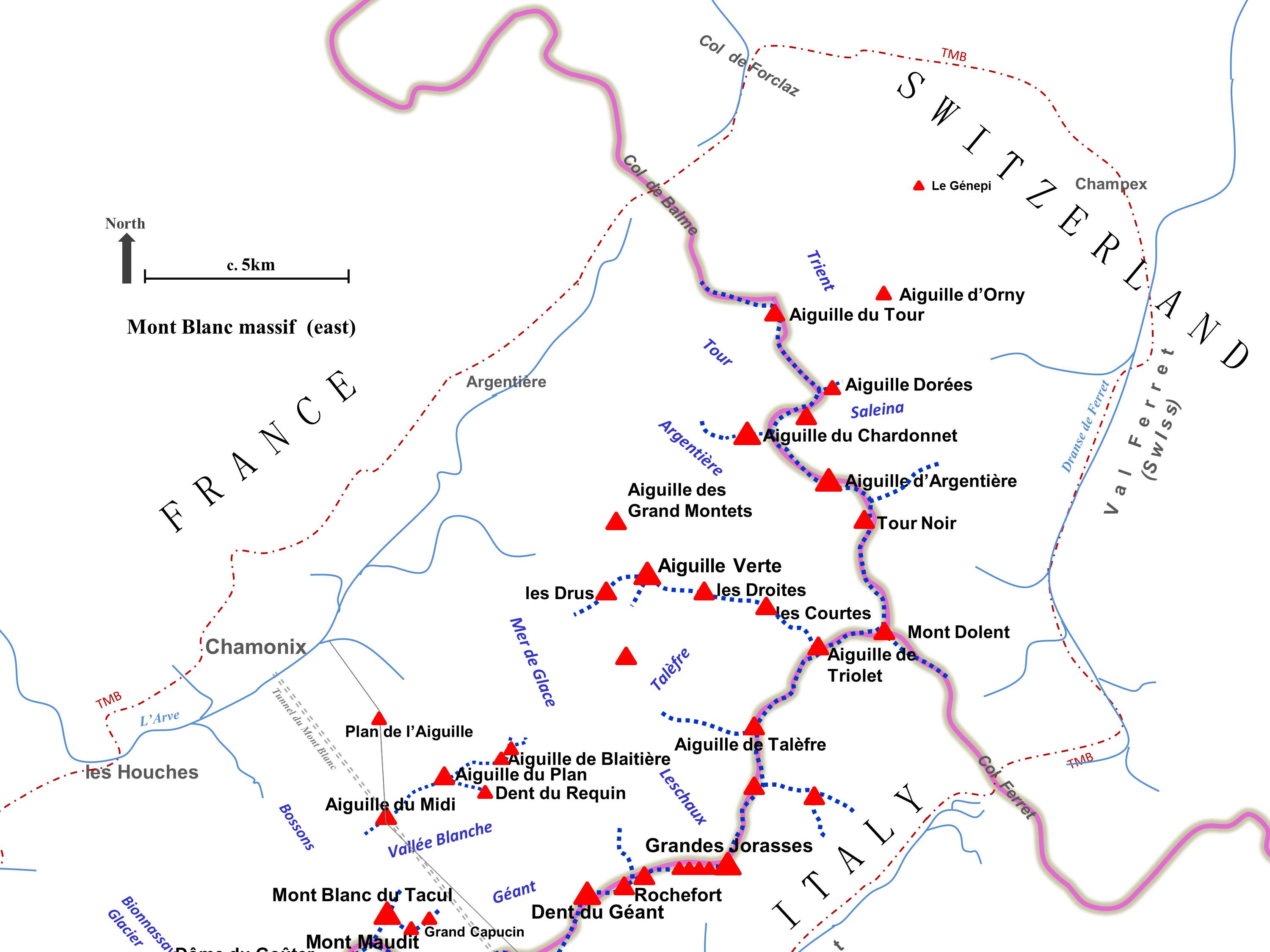
Горний масив Монблан (схід), що показує гору Долан на кордоні між трьома націями

Мон Долан (3,823 метри) — гора в гірському масиві Монблан, розташована на кордоні між Італією, Швейцарією та Францією.
Як гора, Мон-Долан вважається трипунктом між Італією, Швейцарією та Францією, хоча сама триточка знаходиться на висоті 3749 метрів, менш ніж за 100 метрів на північний захід від її вершини.
У 1954 році на вершині гори Мон-Долан молоді люди Вале встановили статую Діви Марії.

## Маршрути
Перше сходження на гору було здійснено 9 липня 1864 року А. Рейлі й Едвардом Вімпером з провідниками Мішелем Кро, Х. Шарле та М. Пайо. Вімпер описав сходження в «Боротьба серед Альп»:
Ми зайняли 9 місце, піднявшись на гору Мон Долан. Це був мініатюрний підйом. У ньому було всього потроху. Спочатку ми піднялися до Petit Col Ferret, і мали невеликий точимо над shaly банки; потім була невелика прогулянка по траві; потім трохи потопати через морену (яка, як не дивно, давала приємний шлях); потім трохи зигзагами над засніженим льодовиком Мон-Долан. Потім був невеликий бергшрунд, потім невелика стіна снігу [. . . ] Сама вершина була маленькою, справді дуже маленькою; це був найпрекрасніший маленький конус снігу, який коли-небудь був нагромаджений на вершині гори; така м'яка, така чиста; осквернити його здавалося злочином; це був мініатюрний Юнгфрау; іграшкова вершина, ви можете прикрити її рукою.
Мон Долант має чотири грані, які пропонують якісні снігові та льодовикові сходження різного рівня складності. Однак єдиний прямий шлях до вершини (градус PD) пролягає її південним схилом через льодовик Пре-де-Бар, закінчуючи коротким і відкритим відрізком південно-східного хребта. Хатина Fiorio Bivouac Hut (також відома як Refuge Bivouac du Dolent) є найближчою початковою точкою цього чотиригодинного підйому з боку Італії.:131Наступний найпростіший маршрут підйому (клас AD) пролягає через східний хребет гори, починаючи від хатини з такою ж назвою Bivouac du Dolent (la Maye) на стороні Швейцарії.:133

## Хатинки
- Хатина Фіоріо або притулок Bivouac du Dolent – 2724 м
- Bivouac du Dolent - la Maye – 2667 м
- Cabane de l'A Neuve – 2735 м
- Хата Аржантьєр – 2771 м

## Галерея

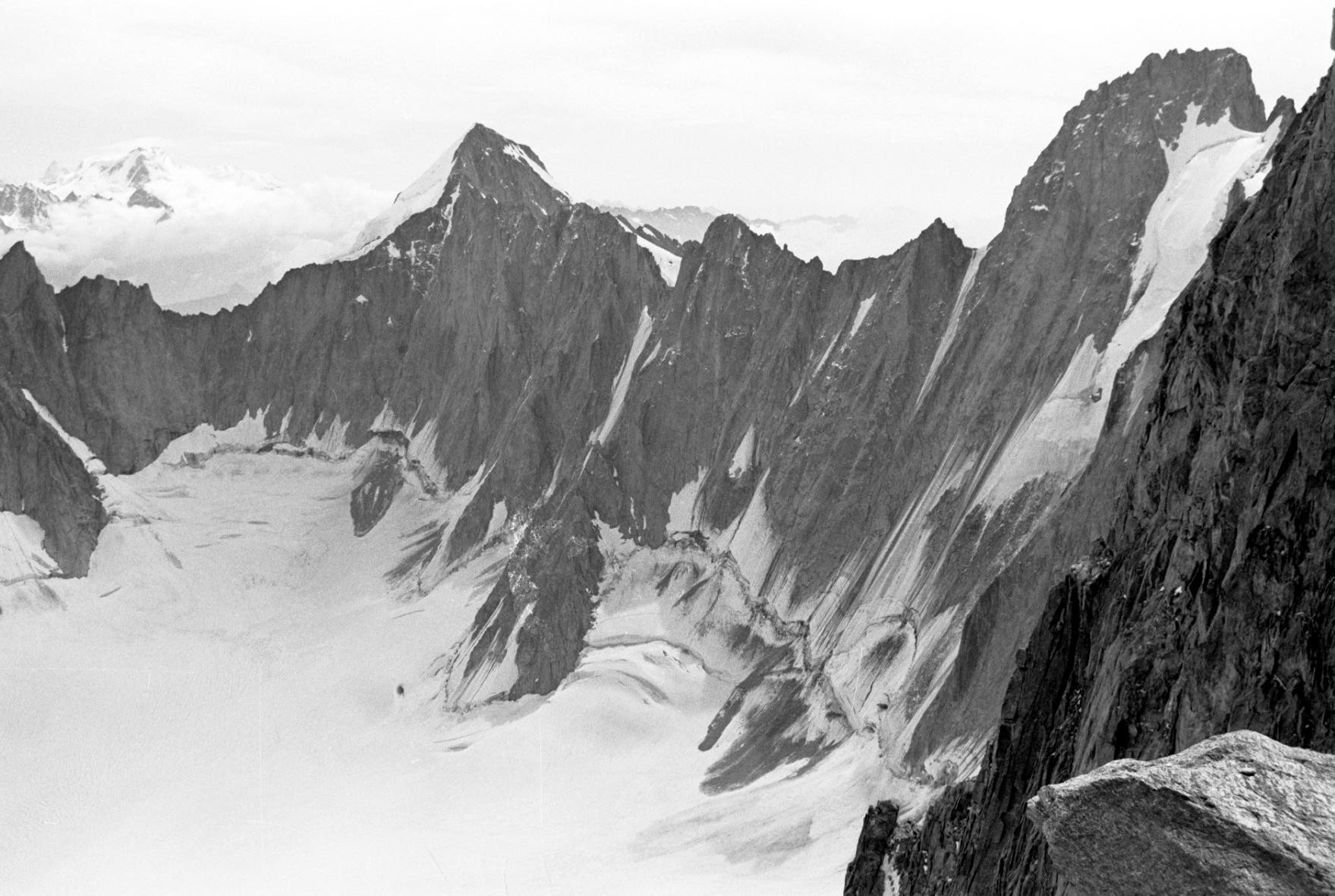
Північна сторона гори Мон-Долан і льодовика Аржантьєр
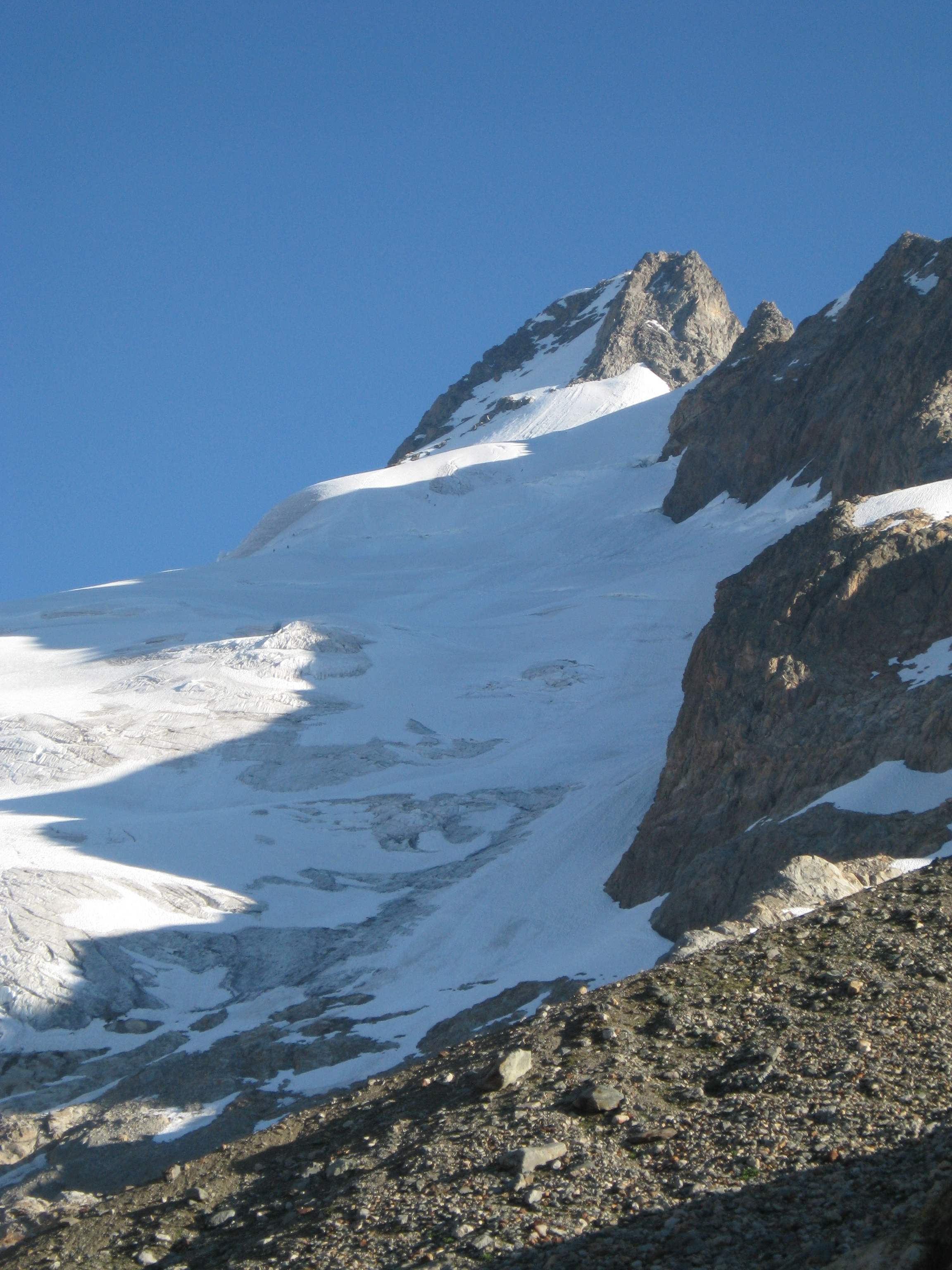
Південна сторона гори Мон-Долан з бівуаку Refuge du Dolent
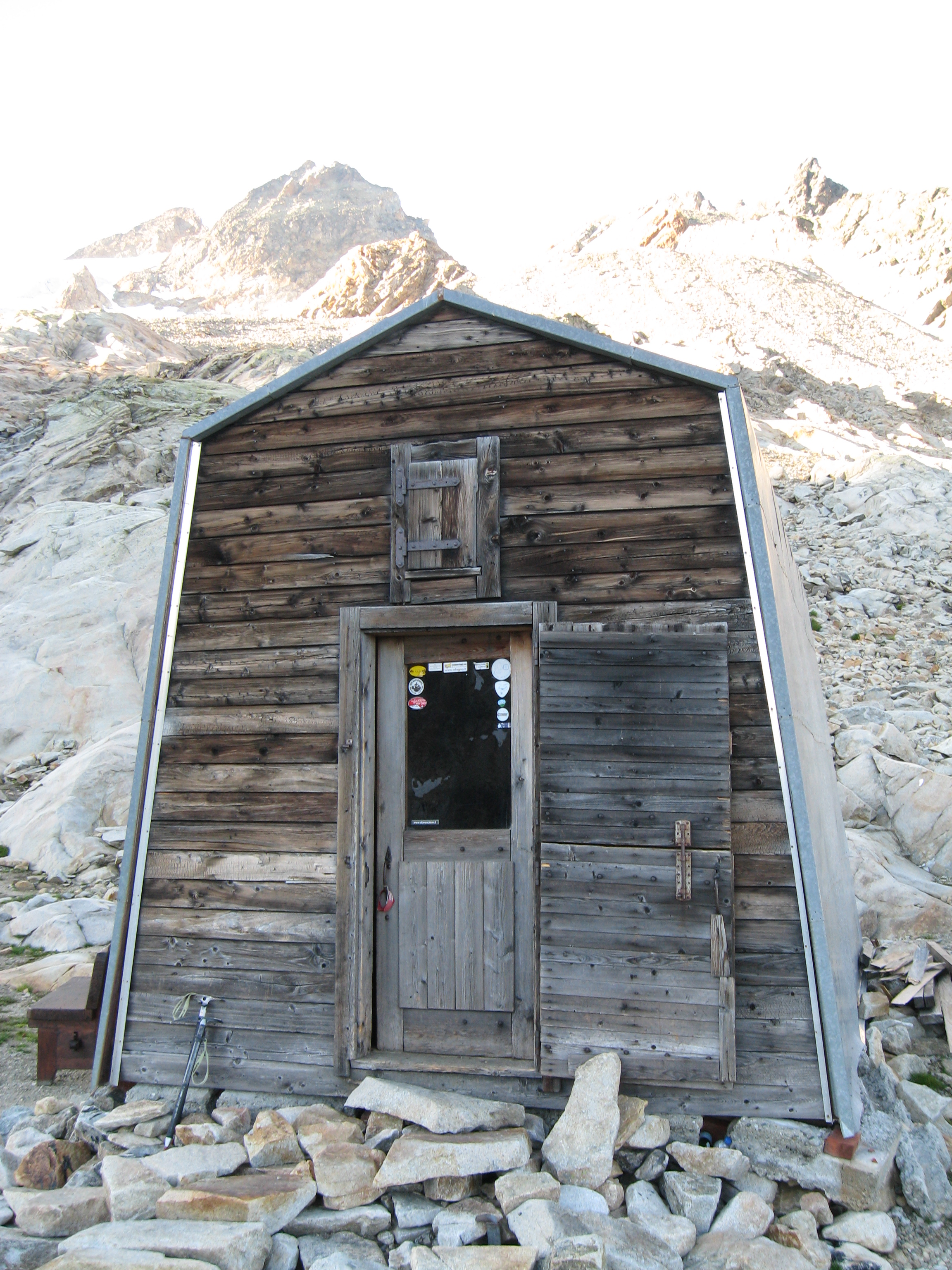
Притулок Bivouac du Dolent (Fiorio Refuge) на південній (італійській) стороні гори
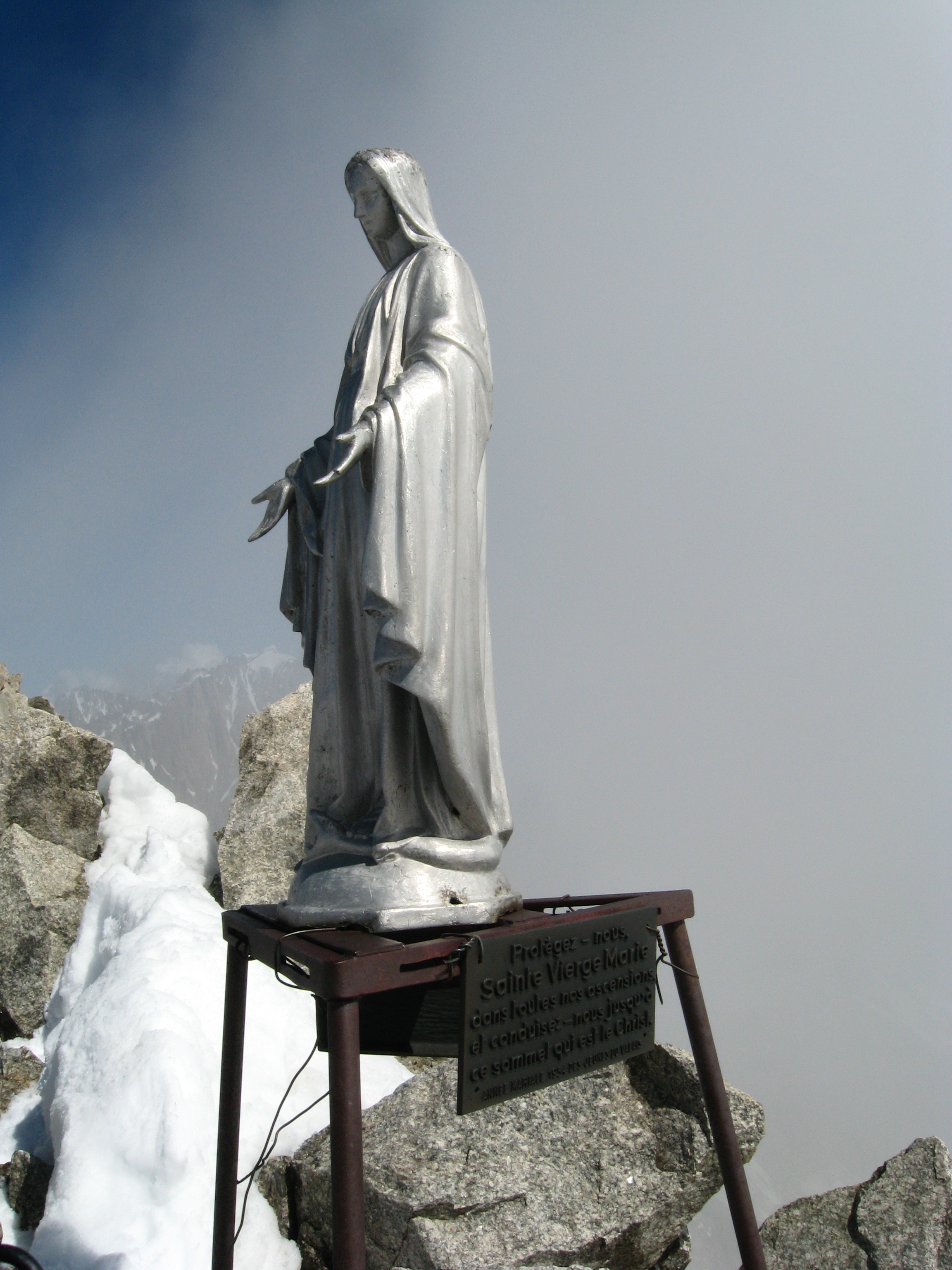
Статуя на вершині Мон-Долан з написом.
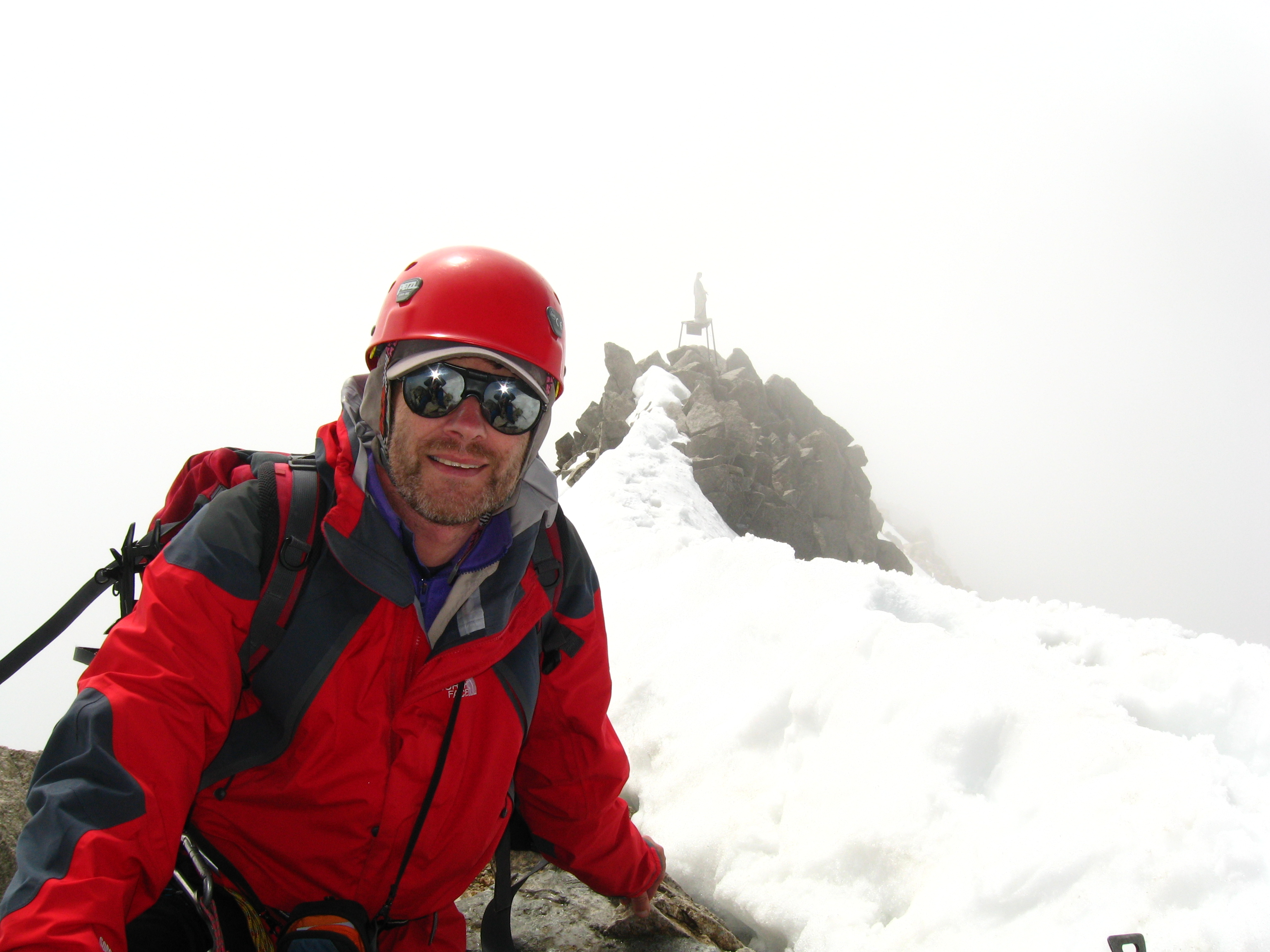
Альпініст на вершині Мон-Долан
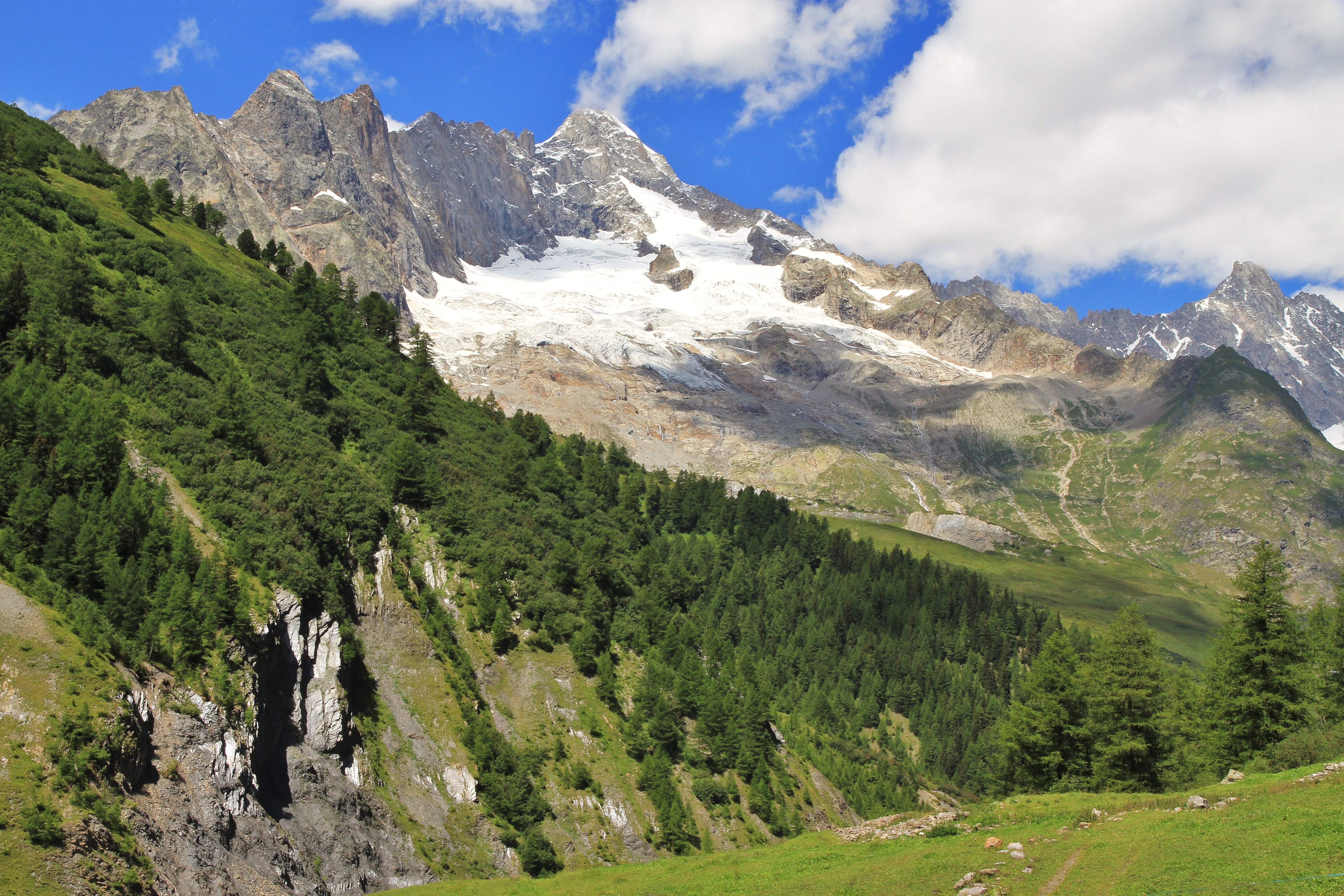
Mont Dolent від Val Ferret